# Kościół Wniebowstąpienia Pańskiego w Marklowicach Dolnych
Kościół pod wezwaniem Wniebowstąpienia Pańskiego w Marklowicach Dolnych – zabytkowy drewniany kościół w Marklowicach Dolnych w gminie Piotrowice koło Karwiny, w kraju morawsko-śląskim, w Czechach (w historycznym regionie Śląska Cieszyńskiego). Wybudowany w 1739 na miejscu poprzedniego, również drewnianego. Jest kościołem filialnym parafii św. Marcina w Piotrowicach koło Karwiny. Uważany jest za najlepiej zachowany drewniany kościół na Górnym Śląsku.

## Historia

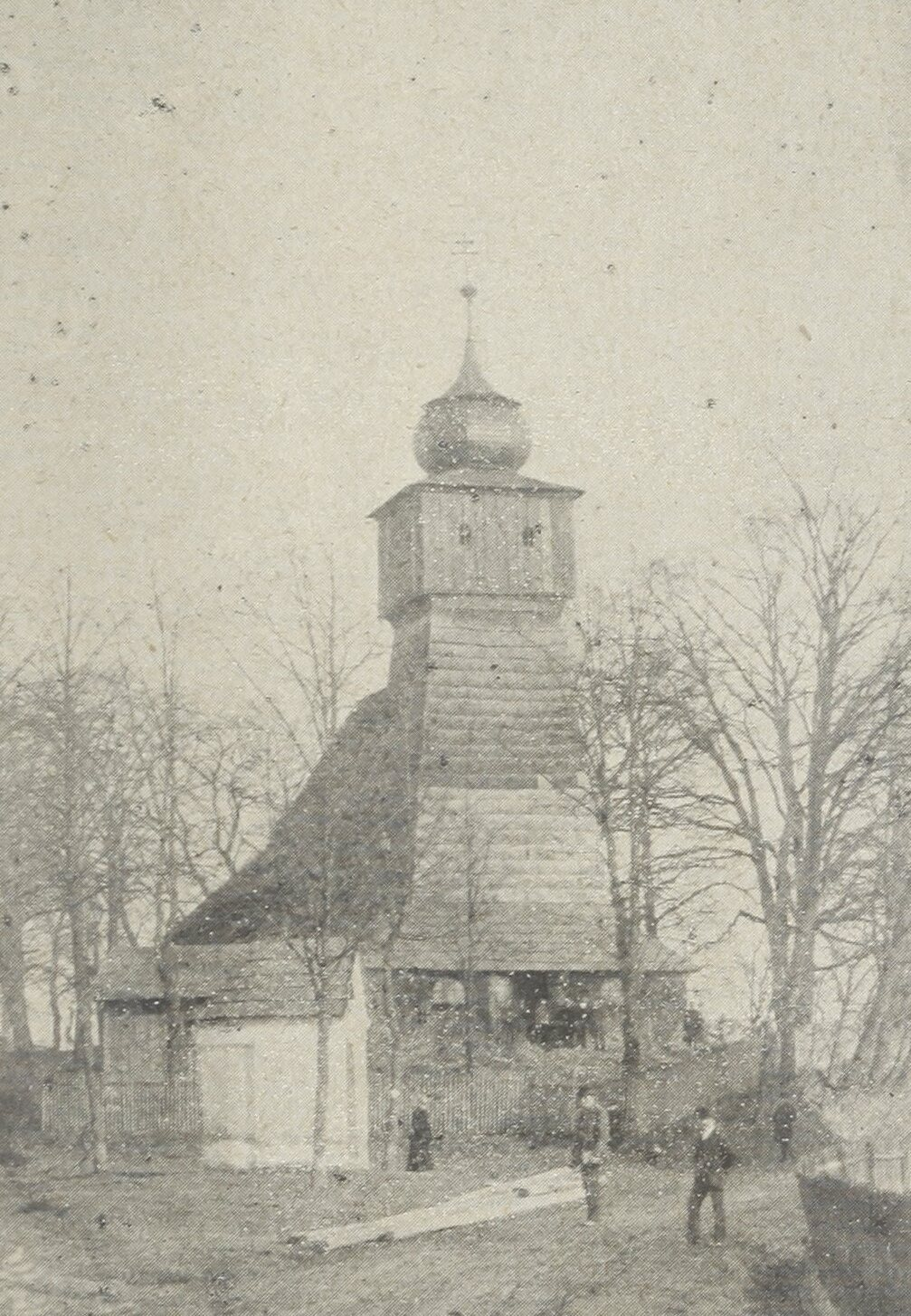
Kościół przed 1932

Najstarsza wzmianka o marklowickim kościele pochodzi z 1360, zaś ze spisu świętopietrza z 1447 wiadomo, że był kościołem parafialnym. Po okresie Reformacji został zwrócony katolikom przez specjalną komisję 14 kwietnia 1654 roku. Wizytator biskupi w 1679 odnotował wezwanie kościoła: był nim wówczas św. Mikołaj, biskup. Kościół był wówczas filią parafii w Zebrzydowicach. Obecny kościół z nowym wezwaniem powstał w tym miejscu w 1739 roku. W latach 1912–1913 przeprowadzono ostatnie prace budowlane. W 1927 roku malowidła ścienne wykonał Maule z Frysztatu. W 1952 r. odkryto w jego wnętrzu pierwotne, unikatowe polichromie z motywami roślinnymi.

## Architektura i wnętrze
Od zachodu do nawy przylega wieża z izbicą i cebulastym hełmem. Stoi ona poza rzutem podstawy kościoła i prawdopodobnie pierwotnie stała oddzielnie lub tylko wolno przylegając. Na wschodnim końcu znajduje się pięcioboczne prezbiterium, zaś na zewnątrz od niego znajduje się obudowana klatka schodowa do oratorium. Malowidła ścienne przedstawiają wazony z kwiatami, zaś na siedmiu kolumnach są to wazony płomieniste, które symbolizują apokalipsę. Ołtarz jest klasycystyczny, a wyposażenie empirowe. W kościele znajduje się obraz Matki Boskiej z 1860, namalowany przez Edwarda Świerkiewicza, polskiego malarza, publicystę, aktora i działacza społecznego. Kościół znajduje się pod stałą obserwacją konserwatorów. Kościół otoczony jest cmentarzem.